# Arborétumok Magyarországon

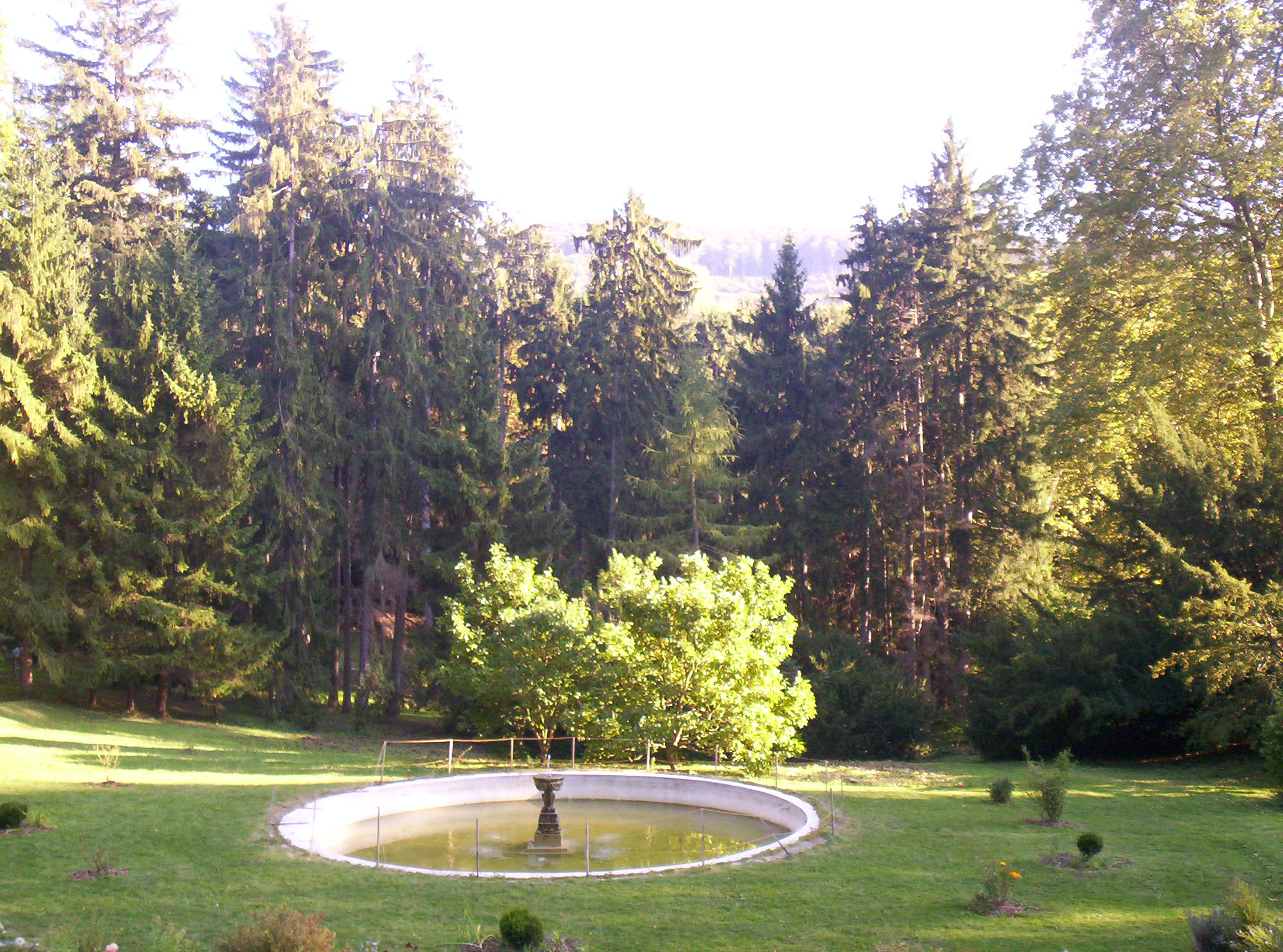
A püspökszentlászlói arborétum

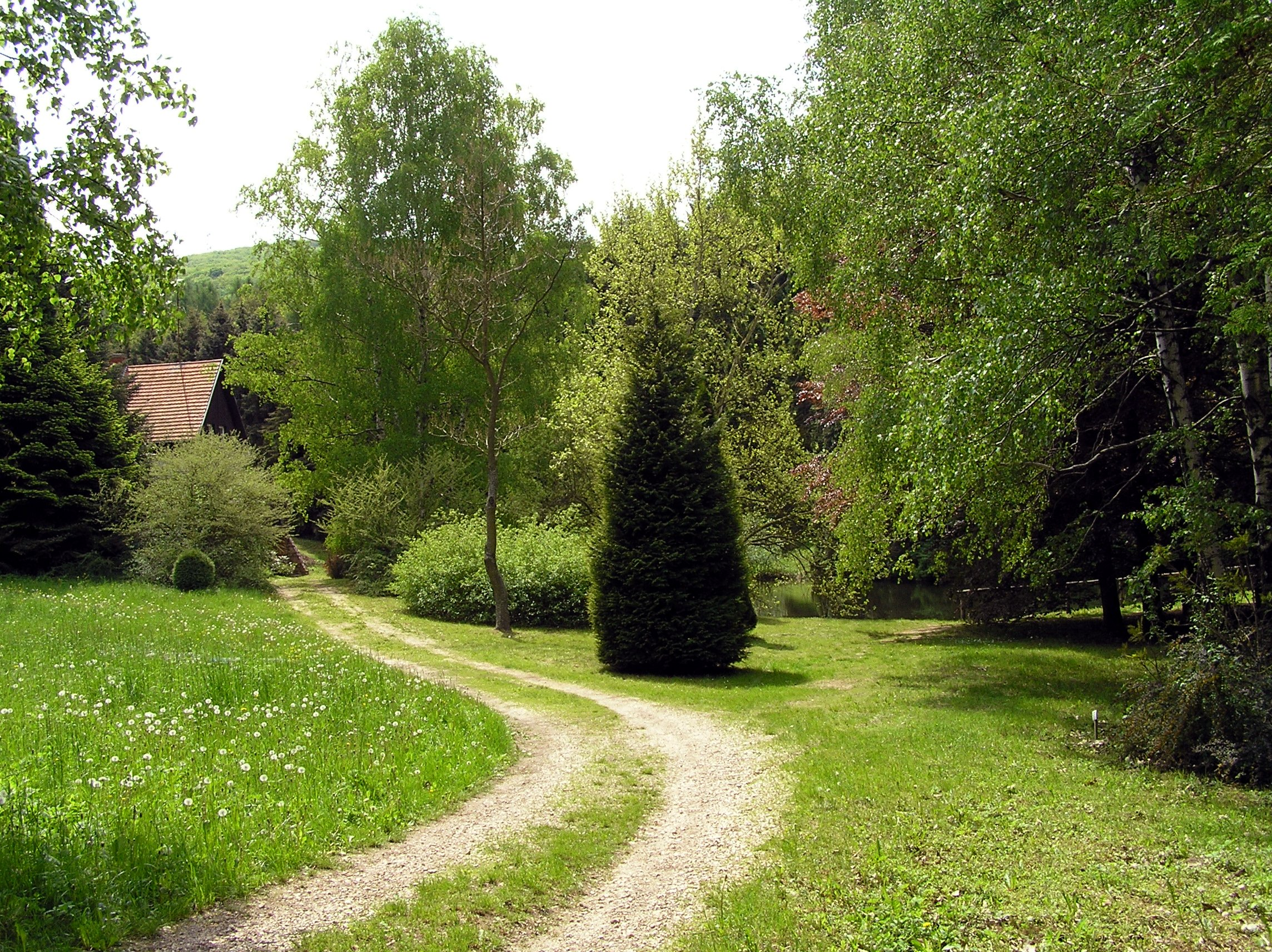
Arborétum, Agostyán

Az arborétum egyfajta botanikus kert, amiben főként fákat és cserjéket mutatnak be. A növényállomány jellemzően nem homogén: akár kis területen is számtalan faj nő. Többféle céllal alakítják ki: ritka, máshol honos fajok bemutatása, veszélyeztetett fajok megmentése, tudományos vizsgálatok, oktatás, esztétikai, díszítő célok.
Hazánkban az alábbi településeken és helyszíneken találhatóak arborétumok:

## Arbotérumok

### Ágneslaki arborétum
Somogy vármegye nyugati szélén, a Pogányszentpéter és Csurgónagymarton közötti erdőben, több oldalról halastavakkal körülvéve terül el. Benne 2003-ban ökoturisztikai központot alakítottak ki.

### Agostyáni arborétum
Agostyán és Tardos települések között található, a Gerecse hegységben. Telepítését 1912-ben kezdte el gróf Esterházy Móric, e korból származnak a szlavóntölgyek és a vörösfenyők. 1953-ban a Magyar Tudományos Akadémia Agrártudományi osztálya a területen fatermesztési kutatómunkát kezdett, melynek nyomán egzótafajok klímatűrését, termőhelyi igényeit, ellenálló képességét vizsgálták. A tervezési, szaporítóanyag beszerzési, felügyeleti munkákat Nemeskéri Kiss Miklós, dr. Barabits Elemér, Bánó István és Galambos Gáspár végezték. Szakirányításuk alatt 1955 és 62 között mintegy 300 növényt és változatot telepítettek a kertbe. Az arborétum területe 31 hektár, karbantartását a Vértes Erdő Zrt. végzi.

### Alcsúti arborétum

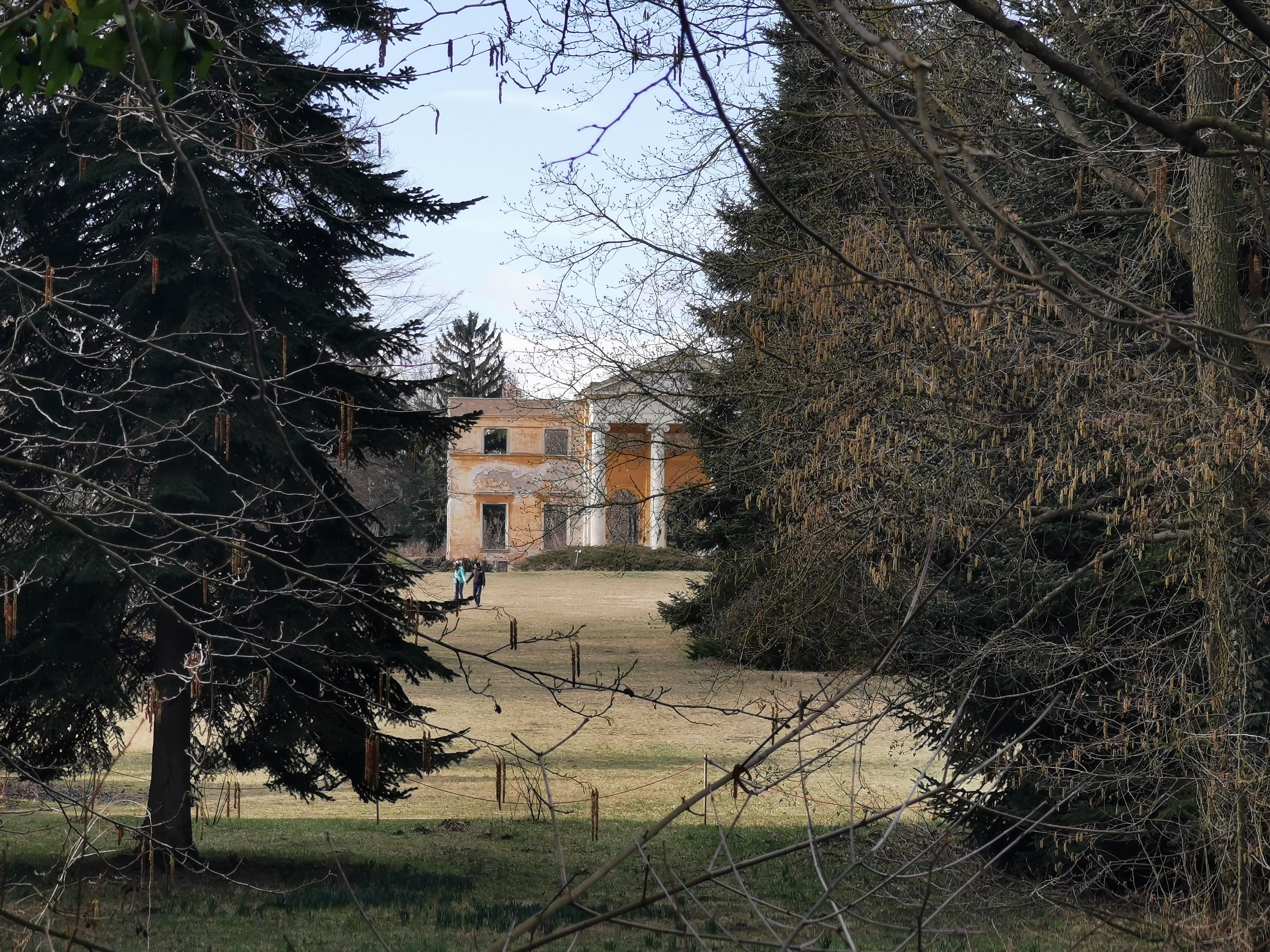
Alcsúti Arborétum

Az Alcsútdoboz területén található arborétum kialakítása 1825-ben kezdődött, alapítása József nádor nevéhez fűződik. 1870 után a kert jelentősen megújult, ekkortájt sok fenyőfajt telepítettek a recski arborétumot is alapító Jámbor Vilmos főkertész irányításával. Jelenlegi területe 40 hektár, legfőbb látványossága az ország legszebb hóvirágmezője, amely 2 hektárnyi területen van beültetve különféle alfajokkal.

### Avasi arborétum
Miskolc közepén, az Avas lábánál fekszik. Létrehozása 1986-ban kezdődött, dr. Adorján Imre főorvos kezdeményezése nyomán. Hazánk egyik legjelentősebb tűlevelű gyűjteménye itt található. A lombos fák bemutatására szolgáló kertrészt 1995-ben kezdték el telepíteni.

### Bábolnai arborétum
A 20 hektáros terület betelepítését 1965-ben kezdték el azzal a céllal, hogy Bábolna területén egy esztétikus, kulturált zöldterületet alakítsanak ki. 1992-ben helyi jelentőségű természetvédelmi területté nyilvánították. Fenntartója 2011 óta a Vértes Erdő Zrt.

### Bakonybél - Monostori Füveskert és Arborétum
Az arborétum története az 1830-as évek elején kezdődött, amikor helyén a Pannonhalmi Apátság kertjének mintájára angolkertet hoztak létre a kor divatjának megfelelően. Az angolkert növényei közül számos az apátságból érkezett. Nevezetes az a 300 éves somfa, amely talán az egyik legidősebb húsos som lehet Magyarországon. A kertet a szerzetesek gondozzák, ahogyan a hozzá tartozó gyümölcsöskertet és gyógynövényes kertet is. A kert területéhez eredetileg a Gerence-patak túlsó oldalán levő területek is tartoztak, de azokat az 1950-es évek után elvették, így manapság a patak a kert határa. 

### Budafai arborétum
Az arborétum Zala vármegye déli részén, a Bázakerettye és Kiscsehi között út mellett fekszik. A terület korábban a Zichy család tulajdonát képezte egészen 1945-ig. Az arborétum kialakítását 1954-ben kezdték el, részben tudományos, részben gyakorlati céllal (hazánkban nem honos fajok vizsgálata erdészeti szempontokból). Jelenlegi területe 48 hektár. Fenntartója a Zalaerdő Zrt.

### Budai Arborétum
Budapest XI. kerületében, a Gellért-hegy déli lábánál, a Villányi út, a Szüret utca, és a Somlói út között elhelyezkedő, ingyenesen látogatható arborétum. A Kertészeti és Élelmiszeripari Egyetem székhelye.

### Budakeszi arborétum
Az egykori Erdészeti Tudományos Intézet 1949-ben hozta létre a Kísérleti Telepét a Budai-hegységben, Budakeszi mellett. 1959-ben Galambos Gáspár erdőmérnök vezetésével megtörtént a növényállomány részletes értékelése, a területet bekerítették és megalapították a Budakeszi Arborétumot. Az arborétum látogatása a fenntartónál, a Pilisi Parkerdő Zrt.-nél előzetes bejelentkezéshez kötött, ahol csoportvezetés is igényelhető.

### Desedai arborétum
A Kaposvár, Somogyaszaló és Magyaregres között elterülő Deseda tó félszigetén hozták létre 1978-ban. Területe 28,6 hektár, több mint 100 növényfajt mutat be. Területét sétautak hálózzák be, valamint játszóterek is találhatók benne. Látogatása ingyenes, legkönnyebben a 67-es főút hídjától északra kialakított gyaloghídon közelíthető meg.

### Erdőtelki arborétum
A Heves vármegyei Erdőtelek községben található arborétum kialakítását 1895-ben kezdte el dr. Kovács József egyetemi tanár. 1950-ben a területet országos jelentőségű természetvédelmi területté nyilvánították. 2007 óta az arborétum fenntartója a gyöngyösi Károly Róbert Főiskola.

### Folly arborétum
A Badacsonyban található kert kialakítását dr. Folly Gyula pécsi orvos kezdte el az 1800-as évek végén. Magyarországon addig ismeretlen alapvetően egzóta nyitvatermőkből kísérleti jelleggel létrehozott gyűjtemény területe mára a kapcsolódó erdőkkel együtt meghaladja az 5 hektárt. Az arborétumot az 1980-as évek közepén bekerítették, hogy megakadályozzák a vad- és lopáskárokat. 1997 óta fokozottan védett, a Balaton-felvidéki Nemzeti Park része. Az arborétum területét a rendszerváltás után a Folly család visszavásárolta, jelenleg itt működik a Folly Borászat. A növényállomány karbantartását az alapító dédunokája (dr. Folly Réka) és családja látja el.

### Jámbor Vilmos arborétum
A Mátra keleti részén, Recsktől mintegy 2 km-re fekszik. Heves vármegye egyik legjelentősebb erdei arborétuma. Létrehozása Jámbor Vilmos főkertész nevéhez fűződik, aki az 1800-as évek végén hozta létre csemetekertjét, illetve fagyűjteményét. 1975 óta védelem alatt álló terület.

### Jeli arborétum

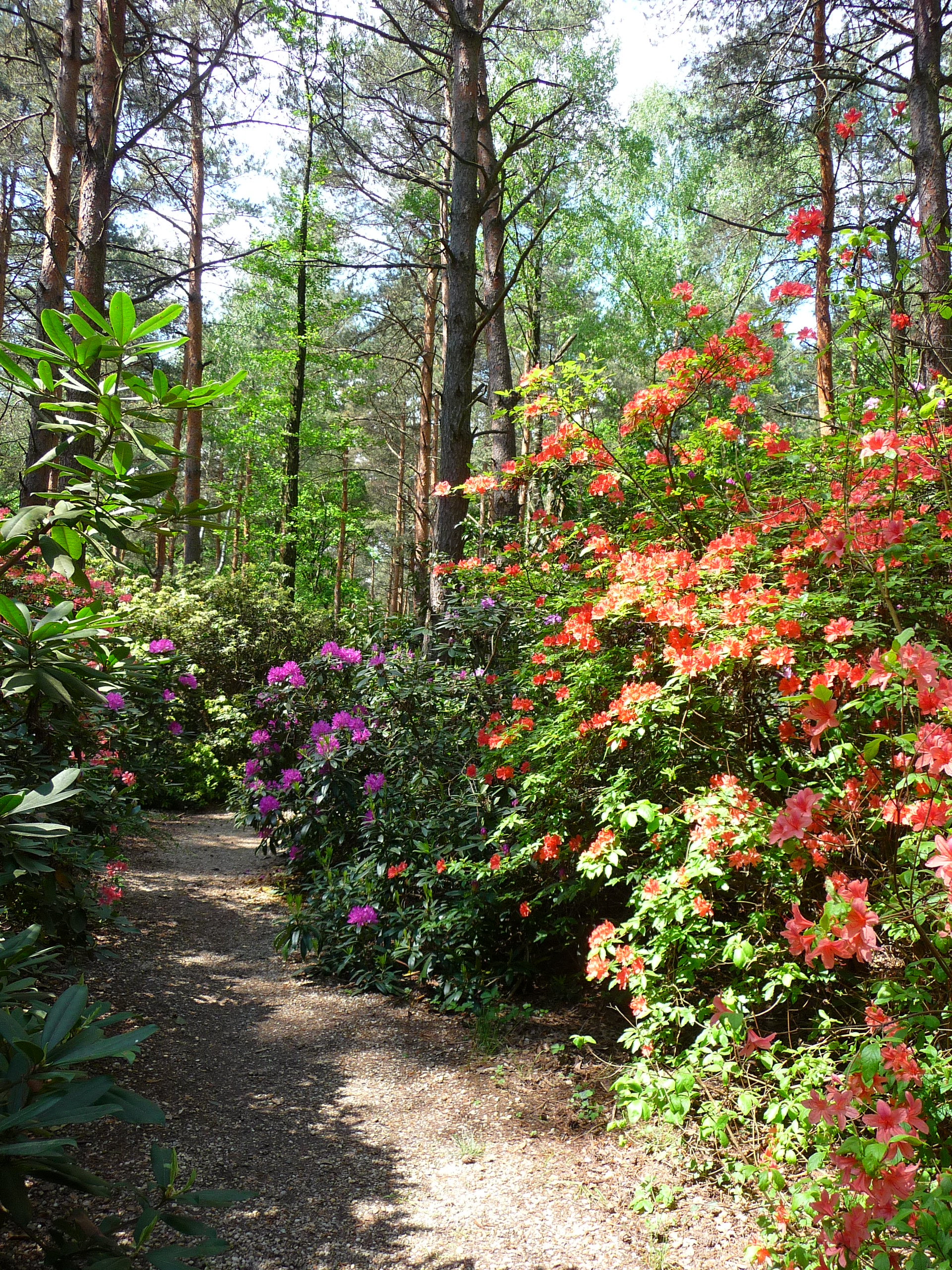
A jeli arborétum a rododendronok virágzása idején (május)

A Kám község déli határában található arborétumot 1922-ben kezdték kialakítani, létrehozója gróf Ambrózy-Migazzi István, aki a felvidéki Malonyán is létesített arborétumot. Területe több mint 100 hektár. Legjelentősebb látványossága a rododendronok gyűjteménye.

### Gödöllői arborétum
A Gödöllő közelében fekvő arborétumot 1902-ben alapították. 190 hektárnyi területen, azzal a céllal, hogy a homokos, alföldi területek fásítására alkalmas fafajokat honosítsanak meg benne. A József főherceg nevét viselő liget telepítését 1914-re fejezték be, s a húszas, harmincas években Magyarország legjelentősebb növénykertjeként tartották számon. A II. világháború az arborétum faállományában is súlyos károkat okozott. 1960-tól az Erdészeti Tudományos Intézet munkatársai nagyszabású telepítési programba kezdtek, amelynek eredményeként ma már 110 nyitvatermő és 650 lombos fafaj, illetve alfaj vagy változat található meg itt. Az intézmény jelenleg 350 hektárnyi területen működik. Ennek 90%-a erdészeti kutatási célokat szolgál, 10%-a park jellegű.

### Kadarkúti magánarborétum
A Somogy vármegyei Kadarkúton egy 1700 négyszögölnyi területen magánarborétumot alakítottak ki. A területen élő növényfajták közül legalább 320 örökzöld, 360 évelő, 220 cserje, 77 sziklakerti hagymás növény, 22 télálló kaktusz, 15 díszfa és több mint 15 mediterrán. A kertben található mamutfenyő, óriástobozú fenyő, szecsuáni mamutfenyő. Virágzó növényre bármely évszakban lehet számítani, például hóvirágra, ibolyára, azáleára, krókuszra. Az arborétum tulajdonosa tagja a Magyar Arborétumok Botanikus kertek Szövetségének.

### Kámoni arborétum
A Szombathelyen található arborétum kialakítása az 1860-as években kezdődött el, de a tervszerű kertépítést csak az 1890-es években kezdte el az alapító Saághy István. Területe 27 hektár, melyen mintegy 3200 fa- és cserjefaj, illetve -fajta található meg. A fenyőnemesítés egyik fontos kutatóbázisa, és az oktatásban is jelentős szerepet tölt be. A gyűjtemény kiemelt egységei a korábbi fenyőnemesítési és -magtermesztési kutatásokhoz kapcsolódó fenyőültetvények mellett a rododendrongyűjtemény (mely ma már több mint 300 fajtából majd 3000 példányt mutat be), a legalább 100 fajt, illetve fajtát tartalmazó magnóliagyűjtemény, a japán juharok számtalan fajtája, de érdemes a különböző babérok faj- és fajtagazdagságát is megemlíteni. Egyedülálló a magyar növénynemesítők fajtáinak gyűjteménye. Fontos tájképi elem a gyűjteményes kertet 30 évig alakító és a kutatásokat irányító Bánó István erdőmérnök által kialakított tó- és csatornarendszer. Az arborétumban nagy hangsúlyt fektetnek a látogatók kényelmére és játékos ismeretszerzésének elősegítésére.

### Kecskemét arborétum
A jelenleg 62 hektáron elterülő kecskeméti arborétum kialakítását 1986-ban kezdték el. Az első fázisban őshonos fajokat telepítettek (kocsányos tölgy, nyárfa, kőris, juhar, szil), később fokozatosan láttak hozzá az egzóták ültetéséhez. Az arborétum területén egy 1718-ban épült kápolna áll.

### Kőszeg
A 2,6 hektáros Chernel-kert legértékesebb fái a kínai aranyfenyők, amik mellett áll itt néhány hatalmas luc- és jegenyefenyő, atlaszcédrus és andalúziai jegenyefenyő is.

### Nyíri arborétum
Magyarország eddigi legfiatalabb arborétuma 1995-ben alapult. A Nyíregyháza – Sóstóhegy és Nyírpazony – Kabalás határán található 2,4 hektáros gyűjteményes kert elsősorban hazai fásszárú növényfajokat hívatott összegyűjteni, bemutatni és a Nyírségre jellemző lágyszárú növényeket megóvni.
A telepítések során különböző, Kárpát-medencére jellemző növénytársulásokat alakítottak ki: tölgy-kőris-szil liget, nyáras-borókás, magas sásosok és zsombékosok, Nyírségi mészkerülő homokpusztagyep, Nyírségi gyöngyvirágos tölgyes, Nyírségi pusztai tölgyes, bokorfüzesek és puhafaligetek (fehérnyár-liget, fehér fűz-liget). A hazai növényfajok mellett díszfák és idegen tájak fái, cserjéi is helyet kaptak a kertben, mint különlegességek. Az arborétum egyes részeit sövénysorok különítik el egymástól.

### Pannonhalmi Bencés Főapátság
A főapátság arborétumának (hivatalos nevén: Pannonhalmi Bencés Főapátság Arborétuma és Gyógynövénykertje) angolkert jellegét Szeder Fábián alakította ki az 1840-es években. Több száz fa- és cserjefaj nő itt; egy részük Magyarországon ritka. A kert alapvetően a felüdülés és a kikapcsolódás helye, de az oktató- és kutatómunka is rendszeres.
A szerzetesek sokáig csak a gyógyításhoz használt növényeket termesztették és gyűjtötték. A természet tudományos vizsgálatáról, a monostor természeti környezetének tudatos alakításáról a 19. század első évtizedeitől vannak adatok. 1830-ban már mintegy 80 fa- és cserjefaj nőtt itt.
A kert egész évben látogatható:
- májustól szeptemberig 9–20 óra között,
- októbertől áprilisig 10–17 óra között.

A Gyógynövényház és a Levendula-lepárló műhely nyitvatartása:
- április 4. – április 30.: kedd–vasárnap 11–16 óra között,
- május 1. – augusztus 31.: naponta 11–17 óra között,
- szeptember 1. – szeptember 30.: szombat-vasárnap 10–17 óra között,
- október 1. – október 18.: szombat-vasárnap 10–16 óra között,
- október 23–25.: 10–16 óra között,
- október 26-tól: csak csoportoknak, előzetes bejelentkezés alapján.

Állandó programok:
- Levendula-hetek: június utolsó két hete és július első két hete
- Gyógynövényáldás: augusztus 15.[16]

### Püspökladányi arborétum
A Püspökladányban található arborétum telepítésének első fázisa 1954 és 1962 között zajlott. Az elültetett növények főként a kámoni, a szarvasi és a tiszaigari arborétumból származott. 1978-tól kezdve az arborétumot bővítették, főleg a díszfák telepítését előtérbe helyezve. A kert jelenlegi területe 8 hektár.

### Rágyánszky Arborétum
Az Orosházán található arborétumot id. Rágyánszky János telepítette 1952-ben. Az országban itt található egyedül chilei araukária. A kert jelenlegi területe 3 hektár.

### Sárvári Arborétum

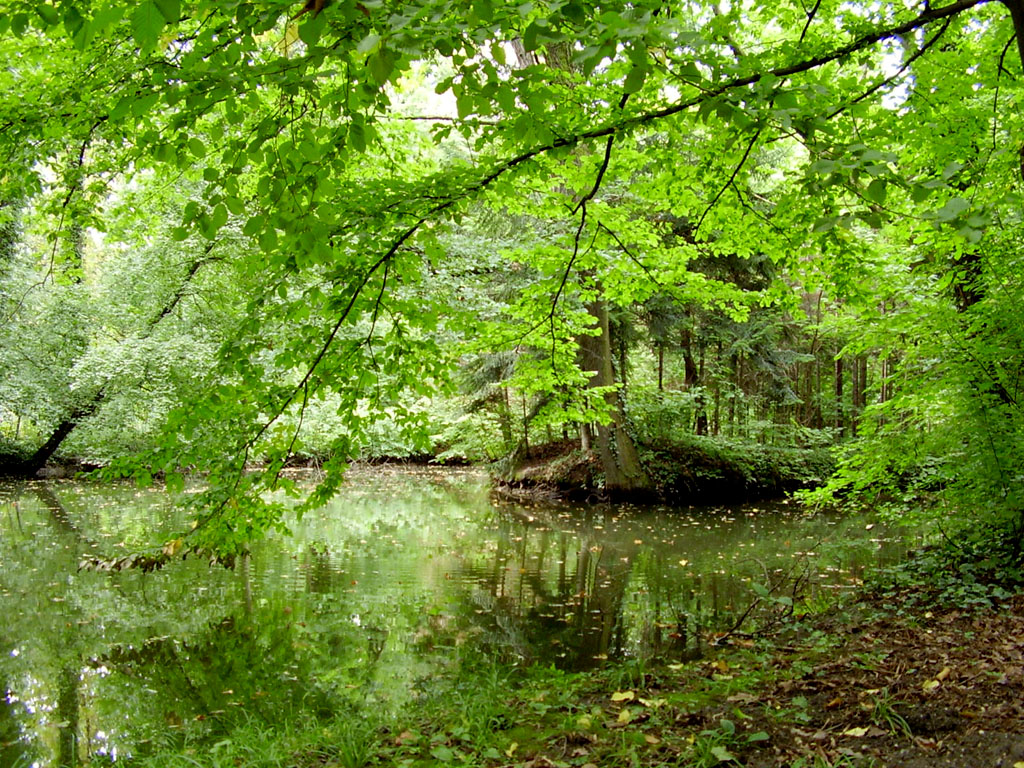
A sárvári arborétum a Nádasdy-vár szomszédságában

A Fertő–Hanság Nemzeti Park egyik arborétuma.

### Szarvasi Arborétum
Hazánk egyik legnagyobb és legjelentősebb élőfajgyűjteményének számít, ahol száz évet megélt mocsárciprusokat, mamutfenyőket is láthatunk.Területe 82 ha.
A Hármas-Körös legnagyobb holtága mentén elterülő 82 ha területen 5 fás növénygyűjtemény található: Törzsültetvény és faiskola, Parkerdő, Mitrowssky-kert, Konyhakert, Pepi-kert. Ezek között a legértékesebb a ma is látogatható legidősebb, a gróf Bolza Pál telepítette világhírű, több mint 100 éves „Pepi-kert”. A fák ültetése itt az akkor még élő folyószakasz mentén elterülő, mintegy 35 ha területű „liget és fás legelő” magasabban fekvő részén kezdődött, amelyet nem öntöttek el a gyakori áradások. A folyószabályozás befejeztével ezek megszűntek és megindulhatott a telepítés a mélyebben fekvő részeken is. Az 1890-es évek végére már láthatók voltak az „angol kert” körvonalai: a kert határát is jelző védőerdősávok és a kisebb-nagyobb tisztásokat körülvevő fás ligetek, erdőcskék. A kertje jövőjét féltő alapító annak felügyeletét 1943-ban az államra bízta, s a kertet még abban az évben védetté nyilvánították! Ma Országos Jelentőségű Természetvédelmi Terület (TT). Az államosítást követően az Arborétumnak számos gazdája volt. 1985-ben a Kertészeti és Élelmiszeripari Egyetem keretében önálló intézetté alakították. Ma a jogutód Budapesti Corvinus Egyetem Tájépítészeti Karának felügyelete alatt működik.
A sokéves fejlesztés eredményeként a gyűjteményekben ma 1600 fa- és cserjeféle, valamint -változat található. Ezen túl 250 lágyszárú növényfajt, 211-féle kalapos gombát is felleltek. Az újabb vizsgálatok eredménye szerint a 415 feltárt fajjal igen gazdag a rovarvilág, több mint 100-ra tehető a madárfajok száma, de számos más állatfaj is jól érzi itt magát.
Időközben egyre kedvezőbbek lettek a belső klimatikus viszonyok, ezért folyamatosan gyarapodott az egész növény- és állatvilág, s a kert a környezetétől eltérő, új élőhellyé vált! Az utóbbi időben nemcsak a gyűjtemények száma, de azok növényállománya is gyarapodott, és helyreállt a kert eredeti térszerkezete is. Az elmúlt években tapasztalt belvíz újabb megjelenésének megakadályozása és a növényállomány idős egyedeinek pótlása, valamint további gyarapítása érdekében napjainkban kiterjedt munka folyik a kertben.
Ebben a varázslatos „tájképi kert”-ben évente több mint 60 ezer látogató gyönyörködik.
A Szarvasi Arborétum az egyetem részeként nem csak a terület kezelője és gondozója, de egyéb sokoldalú feladatot is ellát. A kutatás (a törzskönyvezett növényekből álló génbank fenntartása, dendrológiai és ökológiai feltáró munka), a termelésfejlesztés és közművelődés mellett országos fenyőtörzsültetvény, dísznövénytermesztés és értékesítés is folyik.
A számos feladat közül a legfontosabb az esztétikai értékek megőrzése és fejlesztése, a kert minél kedvezőbb formában történő bemutatása. Az Arborétumban az egész tevékenység a védetté nyilvánító határozat szellemében folyik:
„Felbecsülhetetlen az az érték, amit ez az arborétum klimatizálódott fafajaival természettudományi, erdő- és kertgazdasági szempontból jelent, s ezért a fenntartása és továbbfejlesztése érdekében minden lehetőt el kell követni.”
A kert megőrzése és további fejlesztése esetén itt sokak számára bemutatható és tanítható az a felismerés, hogy az ember nemcsak elpusztítani tudja a környezetét, de a természeti törvények tiszteletben tartásával képes új természeti alkotásokat létrehozni és fenntartani is!

### Szelestei Arborétum
Szelestén, a Festetich-kastélyt körülölelő 13 ha-os arborétum kialakítását Festetits Andor kezdte meg 1872-ben, majd 1910-től báró Baich Mihály folytatta a tervszerű kertépítést. Az első fenyők a Bécsi Világkiállításról kerültek az arborétumba, majd Hollandiából és Németországból hoztak további növényeket. Az arborétum 1952 óta természetvédelmi terület.
Az arborétumban megtekinthető növények: szelestei ezüst hárs, kislevelű hárs, sáfrány, szellőrózsa, kankalin, liliomfa, gyantás cédrus, hasogatott levelű bükk, turbánliliom, keleti lucfenyő, hosszútűs erdeifenyő, tengerparti jegenyefenyő, hemlokfenyő, görög jegenyefenyő, hegyi mamutfenyő, óriástuja, szillevelű gumifa, törpefenyő, kínai varázsmogyoró, mátrai juhar, fűzlevelű tölgy, festő tölgy, libanoni tölgy.
- Szelestei arborétum, webes térinformatikai adatbázis és kereső

Az arborétum az Őrségi Nemzeti Park része.

### Tiszaigari Arborétum
Az arborétum alapjait Széky Péter földbirtokos és hadmérnök rakta le még az 1870-es évek elején, amikor itt a Tisza egyik feltöltődött medrében két holdas sétakertet létesített.
Munkáját fia folytatta, aki - egy nyomtatott árjegyzék tanúsága szerint - itt már faiskolát is működtetett, amelyben díszfákat és cserjéket neveltek. Munkáját Bolza Pál a szarvasi arborétum egyik megteremtője is segítette, aki ifjabb Széki Péternek barátja és egyben növény-cseretársa is volt. A park a későbbiekben egészen a második világháborúig fokozatosan fejlődött. Bár károsodás nem érte, a béke első öt évében nagyon leromlott.
Az arborétumban ma 17 tölgyfaj él, de megtalálható itt a nagylevelű liliomfa, ámbrafa, gránátalmafa is, de a mocsárciprusoknak is valóságos erdeje található itt.

### Tiszakürti Arborétum
A Tiszakürti arborétum területén már a 18. században elkezdődött az egzóta fafajok gyűjtése. Ennek úttörője az erdélyi Tompa Mihály volt, aki a meglévő növényzet lehető legkisebb változtatásával kívánta a kertet kialakítani. A terület 1879-ben a Bolza család tulajdonába került, az arborétum alapítása Bolza József fia, Bolza Péter (1824–1881) nevéhez fűződik. (Péter testvére, Bolza Pál a Szarvasi arborétum megmentője.) A területet 1953-ban kerítették be. A később 60 hektárosra bővített terület 2001-ben kapta meg az országos természetvédelmi terület státuszt.

### Tuzson Arborétum
A Nógrád vármegyében, a Tar községtől mintegy 4,5 km-re található, 3,5 ha területű Tuzson Arborétumban főleg örökzöldek láthatók. Itt nő Nógrád vármegye egyetlen atlaszcédrusa.

### Vácrátóti Arborétum
A vácrátóti kertről az első említés 1827-ből, a Géczy család 1846-ig tartó földbirtokosságának idejéből származik. Valószínűleg egy egyszerű, átlagos angolkert lehetett itt, a Sződ–Rákos-patak bal oldali völgybevágódásának lankáin, olyan mint a többi közép nemesi kastély parkja a XIX. század elején. Az 1842-es katonai térképen már jól látható a kert kacskaringós útrendszerrel, tóval, tisztásokkal, nagyjából a mai kert méretének megfelelően.
Többszöri tulajdonosváltást követően 1871-ben döntő esemény történt a kert története szempontjából, Vigyázó Sándor vásárolta meg a birtokot összes felszerelésével, állatállományával, ingóságaival együtt. A nagyműveltségű birtokos nagyon szerette a természetet is, fiatal korában végig látogatta Nyugat-Európa számos jelentős parkját. Rátóti kastélykertjének átalakítására a legjobb hazai kerttervezőt, a József főhercegnek is dolgozó, hírneves Jámbor Vilmost hívta meg. Néhány évtized alatt Band Henrik főkertész irányítása mellett, óriási költségekkel létrejött a kor stílusának megfelelő kert, pontosan a mai kert kiterjedésén. Ennek stíluselemeit (tagolt felszín, tórendszer, mesterséges vízesés, tágas tisztások, nagy nyiladékok szélükön különleges színű vagy alakú fákkal stb.) és a múlt felé forduló, historizáló életérzést kifejező kerti építményeket (vízimalom, műrom, sziklaalagút) mindmáig láthatjuk.

### Vép
A vépi Erdődy-kastély parkja a 17–18. századtól barokk, romantikus, majd tájképi jellegű kertként volt művelve. A második világháborúban a kert komoly károkat szenvedett, a pusztulástól a kastéllyal együtt a műemlékvédelmi és természetvédelmi helyreállítás mentette meg. Növényállományában ma kiemelkedő a tölgy- és fenyőgyűjtemény.

### Zalaegerszeg - Csácsi arborétum
A Csácsi arborétum Zalaegerszeg határában található 60 hektáros védett terület, mely egykor a zalavári apátság csemetekertje volt. A csemetekert a második világháború alatt a fakitermelés miatt nagyrészt kipusztult. A hatvanas években a területet bekerítették és arborétummá alakították. A természetvédelmi terület fenntartója a Zalaerdő Zrt.

### Zirci Arborétum
A Zirci Arborétum a 400 m tengerszint feletti magasságával hazánk legmagasabban fekvő arborétuma. Növényállománya nagy részben lombhullató, Bakonyban honos fákból áll, de egzótagyűjtemény is található a parkban. 1951 óta országos jelentőségű védett terület, Az angolkert jellegű park jellegzetessége az azt átszelő Cuha-patak. Legrégebbi fái 400 évesek, de a növények többsége egy, a ciszterci monostor közelében 1753-ban végzett erdőirtás utáni időből származik. A legutóbbi átfogó rekonstrukciós munkák 2010 és 2012 között történtek.